# Маска (фильм, 1985)
«Маска» (англ. Mask) — кинофильм режиссёра Питера Богдановича, вышедший на экраны в 1985 году.

## Сюжет
Фильм поставлен по реальной истории Роя Денниса.
Рокки Деннис — шестнадцатилетний парень, страдающий редкой и неизлечимой болезнью костей, вдвое увеличившей его лицо и превратившей его в львиную маску. Но Рокки — человек, оптимистично смотрящий на жизнь. Рокки умен, наделен добрым, огромным сердцем, он не обозлен на мир, где при первом же взгляде его ожидает насмешка или отвращение. Он прекрасно учится и легко добивается дружбы и уважения одноклассников. Живёт он с матерью — хиппующей байкершей Расти, пьющей, злоупотребляющей наркотиками, а остальные члены его «семьи» — это байкеры-outlaw, из которых выделяется обаятельный усатый красавец, возможно, его отец. Вся история Рокки преподносится на фоне этой общины Южной Калифорнии. Рокки мечтает после школы отправиться со своим другом на харлеях по Европе и копит деньги, чтобы добраться до Калькутты — центра вселенной хиппи, подрабатывет в летнем лагере для слепых, влюбляется в слепую девушку и старается жить жизнью обычного подростка.

## В ролях
- Шер — Флоренс «Расти» Деннис
- Сэм Эллиотт — Гар
- Эрик Штольц — Рой «Рокки» Деннис
- Эстель Гетти — Эвелин, мать Расти
- Ричард Дайсарт — Эйб, отец Расти
- Лора Дерн — Диана Адамс
- Миколь Меркурио — Бейб
- Гарри Кэри-мл. — Ред
- Деннис Бёркли — Дозер

## Награды и номинации
- 1985 — приз Каннского кинофестиваля за лучшую женскую роль (Шер).
- 1986 — премия «Оскар» за лучший грим (Майкл Уэстмор, Золтан Элек).
- 1986 — номинация на премию BAFTA за лучший грим (Майкл Уэстмор).
- 1986 — две номинации на премию «Золотой глобус»: лучшая драматическая актриса (Шер) и лучший актер второго плана (Эрик Штольц).
- 1986 — номинация на премию Гильдии сценаристов США за лучший оригинальный сценарий (Анна Хэмилтон Фелан).